# Кісябіка Байрясова
Кісябіка (Кісякбіка) Байрясова (1679—1739) — насильно охрещена мусульманка, засуджена до спалення московитами за три втечі та повернення до ісламу.

## Захоплення Московською державою Уралу
Кісябіка Байрясова народилася в 1679 році у Дуванській волості Сибірської дороги. Була видана заміж до Катайської волості тієї ж дороги. На початку XVIII століття на Уралі була створена так звана «гірська влада» на чолі з відомим державним діячем, головним командиром Уральського гірничого управління, засновником Єкатеринбурга, автором «Історії Російської» Василем Татищевим. Почалося активне освоєння нових родовищ, будувалися нові заводи й рудники. Місцеве населення побоювалося втратити вотчинні права на землі, отримані за умов приєднання до Московського царства, і прагнуло захистити свої культурно-релігійні та побутові традиції. Незадоволення викликало повстання.
На бунт «гірська влада» відповіла каральними походами. Жителів повстанських сіл вбивали, продавали в кріпаки та насильно хрестили.

## Полон
Башкирка з Катайської волості Кісябіка Байрясова була полонена каральною владою та привезена до Єкатеринбургу. Її віддали у кріпаки письменникові й перекладачеві Киріаку Кондратовичу. Хрестила її дружина місцевого протопопа, а після хрещення нарекли Кісябіку Катериною.

## Втечі з неволі
Як й інші невільниці, Кісябіка мріяла про свободу. 18 вересня 1737 року вона вперше втекла «з дівкою-полонянкою», що жила у Василя Татищева. Але 58-річну жінку зловили й висікли плітками. Втім, волелюбну жінку це не зупинило.
Ініціатором другої втечі стала вона сама. Разом з нею 26 вересня того ж року на цей раз втекла з Єкатеринбурга «дворова жонка» секретаря «гірської влади» Івана Зоріна. Кисябику зловили і на цей раз висікли вже батогом.
Тим часом, 20 квітня 1738 року стратили спаленням Тойгільди Жулякова за те, що, перейшовши до християнства він, потім повернувся назад до ісламу. Всі башкири, яких вдалося розшукати в Єкатеринбурзі та його околицях, були доставлені до місця спалення Тойгільди.
В указі Головної Гірської канцелярії за підписом Василя Татищева вина Тойгільди Жулякова була сформульована таким чином: «<…> ти, хрестячись у віру грецького сповідання, прийняв паки махометанський закон, і тим не тільки в богомерзенний злочин впав, але яко пес на свої блювотини повернувся, і клятви своєї обіцянку, дану при хрещенні, знехтував <…>» Публічне зачитування цього наказу, а також проведена для цього кара Жулякова, мали зробити страхітливе враження на башкир і довести їм, що адміністрація краю не потерпить помилкового прийняття християнської віри.. Сам Василь Татищев на страті не був присутній, бо перебував у той момент в Самарі. Тойгільди Жилякова спалили на багатті на очах своїх дітей на науку іншим новохрещеним, але ляк перед жорстокою карою не зупинив Кисябику.
У вересні 1738 року вона втікла втретє.
Як випливає з допиту в Канцелярії Головного правління заводів, втікачка, перебравшись через річку Ісеть і обходячи стороною села, дісталася до рідного аулу Сакаова Катайської волості. Тут вона прожила п'ять днів у знайомих. Тут же жив її син Бекчейтей (Бекчентай), але Кісябіка не розповіла про зустріч з ним на допиті, ймовірно, побоюючись за його долю.
Далі шлях її лежав за «Урал-камінь». Кісябіка більше місяця прожила у «вірного» башкирського старшини Мандара. «Вірними» називали служивих башкир. Повстанці в свою чергу іменувалися «злодіями». Дізнавшись, що вона була хрещена і втекла, Мандару порадив їй повернутися до Єкатеринбургу, і, давши супровідний лист, відправив подалі від себе.
Діставшись до Дуванської волості, Кісябіка два дні ночувала у рідного брата Разге Байрясова. Тут її й затримав абиз Махмут Мемеделін, і під конвоєм інших «вірних» башкир відправив до Єкатеринбургу.
Кісябіка звинувачувалася «гірською владою» в тому, що вона «живучи в Башкирії, харчувалася від них, башкирців, і їла все з ними разом, і Богу молилася за їх Законом, а не за християнським». А також порвала супровідний лист «вірного» Мандара не показавши його абизу.
В Канцелярії Головного правління заводів було винесено ухвалу від 8 лютого 1739 року:
|  | Визначили: оній татарці за три втечі і що вона, будучи в бігах, хрещена обасурманилась, вчинити страту - спалити. Тільки, не вчинивши оного, писати до таємного радника Василя Татищева і очікувати на те наказу. Вищезазначене подання направити до генерал-майора Леонтія Яковичу Соймонова, бо з неотриманих від таємного радника наказів видно, що він до Петербурга відбув . |

## Покарання
У вироку від 8 лютого 1739 року йдеться: «… за три втечі і що вона, будучи в бігах, хрещена обасурманилась, учинити смертну кару — спалити».
14 березня того ж року генерал Соймонов підписав конфірмацію у цій справі справі: «Спійману башкирку, яка була хрещена і дано їй ім'я Катерина, за три до Башкирії втечі і що вона, залишивши Закон Християнський, обасурманилась за оне прошу наказати на страх іншим стратити смертю — спалити, аби надалі, на те дивлячись, інші карались»
Через місяць, після видання указу Кісябіка Байрасова була страчена на центральній площі Єкатеринбура.

## Увіковічнення пам'яті
- фільм «Зулейха» (2005), створений татарською кіностудією «Рамай» (режисер-постановник Раміль Тухватуллін) про трагічну долю Кисябики Байрясової[12].